# عبد الله بن منازل
أَبُو مُحَمَّد عبد الله بن مُحَمَّد ابْن منَازِل، أحد علماء أهل السنة والجماعة ومن أعلام التصوف السني في القرن الرابع الهجري، قال عنه أبو عبد الرحمن السلمي بأنه: «من أجل مَشَايِخ نيسابور، لهُ طَريقَة يتفرد بهَا»، ووصفه أبو القاسم القشيري بأنّه: «شيخ الملامتية، وأوحد وقته». صحب حمدون القصار، وَأخذ عَنهُ طَرِيقَته (الطريقة الملامتية)، وكان عالماً بعلوم الظّاهِر، كَتَبَ الحَدِيث الكثير ورواه، وكان أبُو عَليّ الثَّقَفيّ يحترمه ويبجّله ويرفع من مِقدَاره، مَاتَ بنيسابور سنة 329 هـ وقيل سنة 330 هـ.

## من أقواله
- لم يضيّع أحد فريضة من الفرائض إلا ابتلاه الله تعالى بتضييع السنن، لم يْبلَ أحد بتصنيع السنن إلا وشك أن يبتلي بالبدع.[2]
- أفضل أوقاتك: وقت تسلم فيه من هواجس نفسك، ووقت تسلم فيه من سوء ظنِّك.[2]
- عبر لسانك عن حالك، ولا تكن بكلامك حاكياً لأحوال غيرك.[3]
- لو صح لعبد في عمره نفس واحد من غير رياء، ولا شرك لأثر بركات ذلك عليه إلى آخر الدهر.[3]
- من عظم قدره عِنْد النَّاس يجب أَن يحتقر نَفسه عِنْده أَلا ترى أَن إِبْرَاهِيم صلى الله عَلَيْهِ وَسلم لما اتَّخذهُ الله خَلِيلًا قَالَ: ﴿واجنبني وَبني أَن نعْبد الْأَصْنَام﴾.[1]
- العُبُودِيَّة الرُّجُوع فِي كل شَيْء إِلَى الله تَعَالَى على حد الِاضْطِرَار.[1]